# Faulx
Faulx és un municipi francès situat al departament de Meurthe i Mosel·la i a la regió del Gran Est. L'any 2007 tenia 1.286 habitants.

## Demografia

### Població
El 2007 la població de fet de Faulx era de 1.286 persones. Hi havia 398 famílies, de les quals 74 eren unipersonals (23 homes vivint sols i 51 dones vivint soles), 129 parelles sense fills, 187 parelles amb fills i 8 famílies monoparentals amb fills.
La població ha evolucionat segons el següent gràfic:
Habitants censats

### Habitatges
El 2007 hi havia 423 habitatges, 402 eren l'habitatge principal de la família, 3 eren segones residències i 18 estaven desocupats. 386 eren cases i 37 eren apartaments. Dels 402 habitatges principals, 347 estaven ocupats pels seus propietaris, 47 estaven llogats i ocupats pels llogaters i 9 estaven cedits a títol gratuït; 2 tenien una cambra, 10 en tenien dues, 31 en tenien tres, 90 en tenien quatre i 270 en tenien cinc o més. 305 habitatges disposaven pel capbaix d'una plaça de pàrquing. A 144 habitatges hi havia un automòbil i a 234 n'hi havia dos o més.

### Piràmide de població
La piràmide de població per edats i sexe el 2009 era:
| Homes | Edats   | Dones |
| ----- | ------- | ----- |
| 0     | 95 o +  | 12    |
| 8     | 90 a 94 | 32    |
| 12    | 85 a 89 | 28    |
| 8     | 80 a 84 | 20    |
| 28    | 75 a 79 | 16    |
| 28    | 70 a 74 | 12    |
| 32    | 65 a 69 | 44    |
| 44    | 60 a 64 | 28    |
| 32    | 55 a 59 | 28    |
| 44    | 50 a 54 | 52    |
| 24    | 45 a 49 | 28    |
| 48    | 40 a 44 | 12    |
| 40    | 35 a 39 | 52    |
| 28    | 30 a 34 | 60    |
| 28    | 25 a 29 | 32    |
| 24    | 20 a 24 | 16    |
| 32    | 15 a 19 | 20    |
| 44    | 10 a 14 | 44    |
| 44    | 5 a 9   | 28    |
| 12    | 0 a 4   | 32    |

## Economia
El 2007 la població en edat de treballar era de 754 persones, 561 eren actives i 193 eren inactives. De les 561 persones actives 520 estaven ocupades (277 homes i 243 dones) i 40 estaven aturades (21 homes i 19 dones). De les 193 persones inactives 74 estaven jubilades, 83 estaven estudiant i 36 estaven classificades com a «altres inactius».

### Ingressos
El 2009 a Faulx hi havia 413 unitats fiscals que integraven 1.140,5 persones, la mediana anual d'ingressos fiscals per persona era de 20.177 €.

### Activitats econòmiques
Dels 35 establiments que hi havia el 2007, 1 era d'una empresa extractiva, 3 d'empreses de fabricació d'altres productes industrials, 10 d'empreses de construcció, 8 d'empreses de comerç i reparació d'automòbils, 2 d'empreses de transport, 5 d'empreses de serveis, 4 d'entitats de l'administració pública i 2 d'empreses classificades com a «altres activitats de serveis».
Dels 14 establiments de servei als particulars que hi havia el 2009, 3 eren tallers de reparació d'automòbils i de material agrícola, 1 paleta, 4 lampisteries, 5 electricistes i 1 saló de bellesa.
Els 2 establiments comercials que hi havia el 2009 eren botiges de menys de 120 m².
L'any 2000 a Faulx hi havia 16 explotacions agrícoles que ocupaven un total de 588 hectàrees.

## Equipaments sanitaris i escolars
L'únic equipament sanitari que hi havia el 2009 era un hospital de tractaments de mitja durada (seguiment i rehabilitació).
El 2009 hi havia una escola elemental.

## Poblacions més properes
El següent diagrama mostra les poblacions més properes.